# Cratere Dido
Dido è un cratere sulla superficie di Dione. Trae nome dalla regina cartaginese Didone.